# Triticum compactum
El trigo club o trigo racimoso  (Triticum compactum), es una especie común del trigo. Pertenece a los hexaploides debido a su conformación por 21 cromosomas.
Es una de las especies con menor valor nutritivo ya que tiene un bajo contenido de gluten y está conformado de un 7 a un 10% de proteína.  Se caracteriza porque presenta una espiga especialmente corta, en épocas antiguas era utilizado para la elaboración de pan, pero actualmente se emplea principalmente para hacer galletas.